# Сукаш-Елга
Сукаш-Елга (баш. ) — упразднённый посёлок в Белокатайском районе Республики Башкортостан Российской Федерации. Ныне территория деревни Шигаевка

## География
Стоял на реке Ик.

## История
В конце 1923 несколько семей из села Ново-муслюмово переселились на новое место в Емашинской волости Месягутовского кантона Башкирской АССР, где создали селения Нижний Сукаш-Елга (около дер. Шигаевка на другом берегу реки Ик) и Верхний Сукаш-Елга (выше по ручью Назар чишмэсе).
Постановлением Всероссийского ЦИК «Об изменениях в административно-территориальном делении Башкирской АССР» от 20 февраля 1932 года
«селение Сукаш-Елга Ново-муслюмовского сельсовета Мечетлинского района передано в состав Емашинского сельсовета Старо-белокатайского района».
В списках 1961 года Сукаш-Елга не значится.

## Население
По Всесоюзной переписи 1939 года в Верхней Сукаш-Елге проживали 17 человек (10 мужчин, 7 женщин), в Нижней − 66 (29 мужчин, 37 женщин). В том же году вышло постановление правительства о ликвидации хуторов, и жители Верхнего Сукаш-Елги переселились в Нижний, и он стал именоваться Сукаш-Елга.

## Инфраструктура
В списках 1947 года числится 26 хозяйств колхозников.